# Jean Cébron

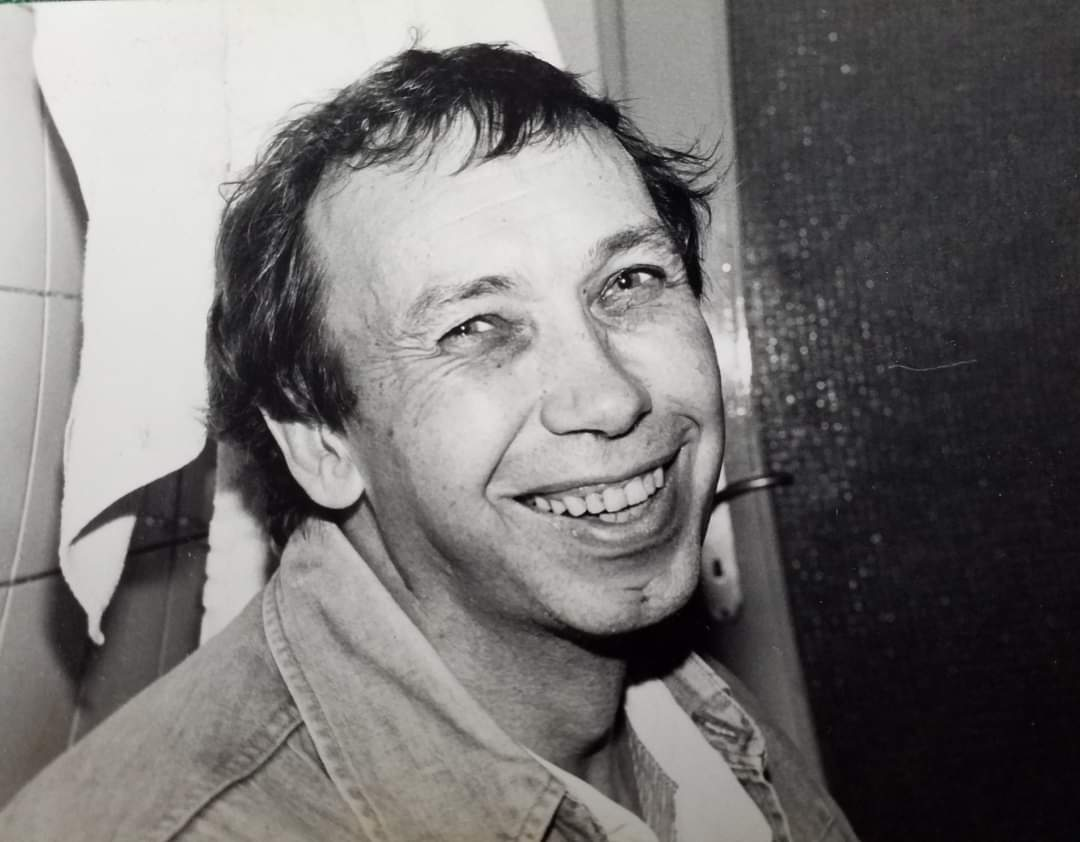
Jean Cébron

Jean-Maurice Cébron (* 29. April 1927 in Paris; † 1. Februar 2019) war ein Tänzer, Choreograph und Tanzpädagoge.
Er war Mitglied des Tanztheaters von Kurt Jooss und verkörperte als Tänzer den Tod in dessen Stück Der grüne Tisch.

## Biographie
In Paris geboren, erhielt Cébron von 1945 bis 1947 ersten, privaten Tanzunterricht in klassischem Tanz von seiner Mutter Mauricette Cébron, die Solistin und Dozentin an der Pariser Oper war. In dieser Zeit arbeitete er auch mit Djemil Anik, der javanesischen Tanz unterrichtete.
1947/48 studierte er mit Sigurd Leeder und Ram Gopal (Lehrer für indischen Tanz und Choreographie). Von 1948 bis 1954 war er Solist beim Ballet National Santiago de Chile und Lehrer am Institut Chilien Français in Chile. In den Jahren 1954–57 studierte er wieder intensiv mit Sigurd Leeder in London. Er organisierte erste Tanzabende, außerdem studierte er klassischen Tanz mit Anna Northcote. Von Ted Shawn in die USA eingeladen, studierte er in den folgenden drei Jahren intensiv mit Margaret Craske sowie mit Alfredo Corvino an der Metropolitan Ballet Opera School, New York die „Cecchetti-Technik“. Neben seinem Studium tourte er mit Lotte Goslar durch die USA und unterrichtete nach einer Einladung von Ted Shawn 1958 und 1959 an der legendären University of the Dance of Jacob's Pillow. Er nahm auch Kompositionsunterricht bei Juan Allende-Blin.
Zwischen 1961 und 1964 war er Choreograph, Solist und Lehrer beim Folkwangballett Essen unter der Leitung von Kurt Jooss. Von 1964 bis 1967 arbeitete er als Choreograph für die Kompanie, und tanzte unter anderem in den Jahren 1966/67 seine eigenen Choreographien mit Pina Bausch.
Von 1969 bis 1972 leitete er den Studiengang Choreographie an der staatlichen Akademie Dansskolar in Stockholm, Schweden. In den Jahren 1973–1976 war er Professor für Modernen Tanz an der Accademia nazionale di danza in Rom, Italien. 1976 wurde er zum Professor für Modernen Tanz an die Folkwang-Hochschule Essen berufen. Hier war er auch Trainingsleiter des "Folkwang-Tanzstudios" und des "Wuppertaler Tanztheaters", beide unter der Leitung von Pina Bausch. Er arbeitete u. a. auch als Lehrer und Choreograph mit der "José Limon Company", New York. Neben seinem Lehrauftrag an der Folkwang-Hochschule unterrichtet er als Gast in verschiedenen Zentren für Modernen Tanz weltweit. Sein Unterricht basiert auf der Jooss-Leeder-Methode in Verbindung mit der Cecchetti-Technik.

(Quelle:)